# Championnat des îles Féroé de football 2022
Navigation
Betrideildin 2021 Betrideildin 2023
La saison 2022 de Betrideildin est la quatre-vingtième édition de la première division féroïenne. Pour des raisons de parrainage, le championnat s'appelle la Betrideildin à la suite du parrainage de la Betri Banki.
Les dix clubs participants au championnat sont confrontés à trois reprises aux neuf autres, soit un total de 27 matchs. Le tenant du titre est le KÍ Klaksvík.
En fin de saison, les deux derniers du classement sont relégués et remplacés par les deux meilleurs clubs de 1. deild, la deuxième division féroïenne.
Le KÍ Klaksvík remporte le championnat à 4 journées de la fin. C'est le 20e titre de l'histoire du club.
Cette saison les clubs de Skála ÍF et AB Argir ont été promu en Betrideildin.

## Qualifications européennes
Le championnat ouvre l'accès à trois places européennes :
- le champion est qualifié pour le premier tour de qualification de la Ligue des champions 2023-2024.
- le deuxième et le troisième sont qualifiés pour le premier tour de qualification de la Ligue Europa Conférence 2023-2024.

Le vainqueur de la Coupe des îles Féroé est qualifié pour le premier tour de qualification de la Ligue Europa Conférence 2023-2024. S'il est déjà qualifié pour cette compétition via la Betrideildin, le championnat offre une place européenne supplémentaire.

## Participants
| \| EBS 07V B36 HB B68 AB KÍ NSÍ SÍF VÍK \| Localisation des clubs engagés dans le championnat 2022. |
| EBS 07V B36 HB B68 AB KÍ NSÍ SÍF VÍK                                                                |

Légende des couleurs
- Premier tour de qualification de la Ligue des Champions 2021-2022
- Premier tour de qualification de la Ligue Europa Conférence 2021-2022
- Promu de 1. deild

| Club          | Ville     | Classement 2021 | Stade              | Capacité théorique |
| ------------- | --------- | --------------- | ------------------ | ------------------ |
| KÍ Klaksvík   | Klaksvík  | 1               | Við Djúpumýrar     | 4 000              |
| HB Tórshavn   | Tórshavn  | 2               | Gundadalur         | 5 000              |
| Víkingur Gøta | Leirvík   | 3               | Serpugerði Stadium | 2 000              |
| NSÍ Runavík   | Runavík   | 4               | Runavík Stadium    | 2 000              |
| B36 Tórshavn  | Tórshavn  | 5               | Gundadalur         | 5 000              |
| 07 Vestur     | Sørvágur  | 6               | á Dungasandi       | 2 000              |
| EB/Streymur   | Streymnes | 7               | Við Margáir        | 1 000              |
| B68 Toftir    | Toftir    | 8               | Svangaskarð        | 6 000              |
| Skála ÍF      | Skála     | 1 (1. deild)    | Skála Stadium      | 2 000              |
| AB Argir      | Argir     | 3 (1. deild)    | Argir Stadium      | 2 000              |

## Compétition
Le classement est établi sur le barème de points classique (victoire à 3 points, match nul à 1, défaite à 0).
Pour départager les égalités, on tient d'abord compte de la différence de buts générale, puis du nombre de buts marqués, puis des confrontations directes et enfin si la qualification ou la relégation est en jeu, les deux équipes jouent une rencontre d'appui sur terrain neutre.

### Classement
| Rang | Équipe          | Pts | J  | G  | N | P  | Bp | Bc | Diff |
| ---- | --------------- | --- | -- | -- | - | -- | -- | -- | ---- |
| 1    | KÍ Klaksvík T S | 77  | 27 | 25 | 2 | 0  | 78 | 7  | +71  |
| 2    | Víkingur Gøta C | 58  | 27 | 18 | 6 | 3  | 69 | 24 | +45  |
| 3    | HB Tórshavn     | 55  | 27 | 17 | 4 | 6  | 56 | 27 | +29  |
| 4    | B36 Tórshavn    | 38  | 27 | 12 | 5 | 10 | 48 | 29 | +19  |
| 5    | EB/Streymur     | 35  | 27 | 10 | 5 | 12 | 31 | 54 | -23  |
| 6    | B68 Toftir      | 30  | 27 | 9  | 3 | 15 | 37 | 50 | -13  |
| 7    | 07 Vestur       | 29  | 27 | 7  | 8 | 12 | 34 | 61 | -27  |
| 8    | AB Argir P      | 29  | 27 | 8  | 5 | 14 | 33 | 63 | -30  |
| 9    | NSÍ Runavík     | 21  | 27 | 6  | 3 | 18 | 31 | 59 | -28  |
| 10   | Skála ÍF P      | 10  | 27 | 1  | 7 | 19 | 25 | 68 | -43  |

| Légende : Qualifications et relégations | Légende : Qualifications et relégations |
| --------------------------------------- | --- |
|                                         | Qualification pour le premier tour de qualification de la Ligue des champions 2023-2024                                                         |
|                                         | Qualification pour le premier tour de qualification de la Ligue Europa Conférence 2023-2024                                                     |
|                                         | Relégation en 1. deild 2023 |
|                                         | T : Tenant du titre C : Vainqueur de la Coupe des îles Féroé 2022 S : Vainqueur de la Supercoupe des îles Féroé 2022 P : Promu de 1. deild 2021 |

### Matchs
| Résultats (▼dom., ►ext.)                                   | 07V | AB  | B36 | B68 | EBS | HB  | KÍ  | NSÍ | SÍF | VÍK | 07V | AB  | B36 | B68 | EBS | HB  | KÍ  | NSÍ | SÍF | VÍK |
| 07 Vestur                                                  |     | 1-3 | 0-1 | 1-0 | 5-4 | 0-4 | 0-6 | 3-2 | 2-0 | 2-3 |     | 1-1 | 1-1 | 2-6 |     |     |     |     |     | 1-1 |
| AB Argir                                                   | 3-3 |     | 0-3 | 4-1 | 1-1 | 1-3 | 0-2 | 2-3 | 2-1 | 0-0 |     |     | 0-5 | 0-3 |     | 2-1 |     |     | 2-0 |     |
| B36 Tórshavn                                               | 3-0 | 1-2 |     | 4-1 | 5-0 | 0-1 | 0-1 | 1-1 | 5-1 | 0-3 |     |     |     | 3-1 |     | 0-3 |     |     | 5-0 | 0-0 |
| B68 Toftir                                                 | 0-1 | 0-1 | 1-0 |     | 0-1 | 1-1 | 0-5 | 0-1 | 2-2 | 0-4 | 2-6 |     |     |     | 1-1 | 0-1 |     |     | 7-2 | 0-6 |
| EB/Streymur                                                | 3-0 | 1-0 | 1-5 | 2-1 |     | 1-4 | 0-2 | 3-4 | 1-0 | 1-2 | 0-3 | 1-1 | 3-2 |     |     |     | 0-6 | 1-0 |     |     |
| HB Tórshavn                                                | 2-2 | 3-0 | 1-0 | 1-2 | 2-2 |     | 1-2 | 5-1 | 3-0 | 2-1 | 3-0 |     |     |     | 2-0 |     |     | 3-1 |     | 2-1 |
| KÍ Klaksvík                                                | 3-0 | 6-1 | 1-0 | 2-0 | 3-0 | 2-0 |     | 4-2 | 8-0 | 1-0 | 2-0 | 4-1 | 1-1 | 3-0 |     | 1-0 |     |     |     |     |
| NSÍ Runavík                                                | 0-1 | 1-4 | 0-2 | 0-1 | 0-2 | 0-2 | 0-4 |     | 2-1 | 1-3 | 1-1 |     | 1-2 | 2-3 |     |     | 0-3 |     |     |     |
| Skála ÍF                                                   | 0-0 | 5-0 | 1-1 | 1-2 | 0-0 | 2-3 | 0-3 | 1-4 |     | 1-3 | 3-3 |     |     |     | 0-1 | 1-1 | 0-1 | 1-1 |     |     |
| Víkingur Gøta                                              | 6-1 | 4-1 | 2-1 | 2-1 | 1-2 | 4-2 | 0-0 | 3-0 | 4-2 |     |     | 7-0 |     |     | 4-0 |     | 1-2 | 2-1 | 2-0 |     |
| - Victoire à domicile - Match nul - Victoire à l'extérieur |     |     |     |     |     |     |     |     |     |     |     |     |     |     |     |     |     |     |     |     |

Source : Résultats officiels sur le site de la FSF

## Statistiques

### Domicile et extérieur
| Rang | Équipe          | Pts | J  | G  | N | P  | Bp | Bc | Diff |
| ---- | --------------- | --- | -- | -- | - | -- | -- | -- | ---- |
| 1    | KÍ Klaksvík T S | 40  | 14 | 13 | 1 | 0  | 41 | 5  | +36  |
| 2    | Víkingur Gøta   | 34  | 14 | 11 | 1 | 2  | 42 | 13 | +29  |
| 3    | HB Tórshavn     | 29  | 13 | 9  | 2 | 2  | 30 | 12 | +18  |
| 4    | EB/Streymur     | 19  | 14 | 6  | 1 | 7  | 18 | 30 | -12  |
| 5    | B36 Tórshavn    | 17  | 13 | 5  | 2 | 6  | 24 | 16 | +8   |
| 6    | AB Argir P      | 15  | 14 | 4  | 3 | 7  | 18 | 28 | -10  |
| 7    | 07 Vestur       | 15  | 13 | 4  | 3 | 6  | 19 | 32 | -13  |
| 8    | Skála ÍF P      | 9   | 14 | 1  | 6 | 7  | 16 | 23 | -7   |
| 9    | B68 Toftir      | 9   | 13 | 2  | 3 | 8  | 12 | 26 | -14  |
| 10   | NSÍ Runavík     | 4   | 13 | 1  | 1 | 11 | 8  | 29 | -21  |

| Rang | Équipe          | Pts | J  | G  | N | P  | Bp | Bc | Diff |
| ---- | --------------- | --- | -- | -- | - | -- | -- | -- | ---- |
| 1    | KÍ Klaksvík T S | 37  | 13 | 12 | 1 | 0  | 37 | 2  | +35  |
| 2    | HB Tórshavn     | 26  | 14 | 8  | 2 | 4  | 26 | 15 | +11  |
| 3    | Víkingur Gøta   | 24  | 13 | 7  | 3 | 3  | 27 | 11 | +16  |
| 4    | B36 Tórshavn    | 21  | 13 | 6  | 3 | 4  | 24 | 12 | +12  |
| 5    | B68 Toftir      | 21  | 14 | 7  | 0 | 7  | 25 | 24 | +1   |
| 6    | NSÍ Runavík     | 17  | 14 | 5  | 2 | 7  | 23 | 30 | -7   |
| 7    | EB/Streymur     | 16  | 13 | 4  | 4 | 5  | 13 | 24 | -11  |
| 8    | 07 Vestur       | 14  | 14 | 3  | 5 | 6  | 15 | 29 | -14  |
| 9    | AB Argir P      | 14  | 13 | 4  | 2 | 7  | 15 | 35 | -20  |
| 10   | Skála ÍF P      | 1   | 13 | 0  | 1 | 12 | 9  | 45 | -36  |

### Évolution du classement
| Journée →     | 1  | 2  | 3  | 4  | 5  | 6  | 7  | 8  | 9  | 10 | 11 | 12 | 13 | 14 | 15 | 16 | 17 | 18 | 19 | 20 | 21 | 22 | 23 | 24 | 25 | 26 | 27 | 1er | rel. |
| Équipe        |    |    |    |    |    |    |    |    |    |    |    |    |    |    |    |    |    |    |    |    |    |    |    |    |    |    |    |     |      |
| ------------- | -- | -- | -- | -- | -- | -- | -- | -- | -- | -- | -- | -- | -- | -- | -- | -- | -- | -- | -- | -- | -- | -- | -- | -- | -- | -- | -- | --- | ---- |
| 07 Vestur     | 7  | 7  | 8  | 9  | 7  | 7  | 6  | 6  | 6  | 7  | 8  | 8  | 8  | 8  | 7  | 8  | 8  | 8  | 8  | 6  | 6  | 6  | 6  | 6  | 6  | 6  | 7  |     | 1    |
| AB Argir      | 8  | 8  | 10 | 6  | 8  | 9  | 9  | 9  | 8  | 6  | 6  | 7  | 6  | 6  | 6  | 7  | 7  | 7  | 7  | 9  | 7  | 9  | 9  | 8  | 7  | 7  | 8  |     | 7    |
| B36 Tórshavn  | 1  | 3  | 4  | 7  | 5  | 4  | 4  | 4  | 3  | 3  | 3  | 4  | 5  | 4  | 4  | 4  | 4  | 4  | 4  | 4  | 4  | 4  | 4  | 4  | 4  | 4  | 4  | 1   |      |
| B68 Toftir    | 9  | 9  | 3  | 5  | 6  | 8  | 8  | 8  | 9  | 10 | 10 | 10 | 9  | 9  | 9  | 9  | 9  | 9  | 9  | 8  | 9  | 8  | 7  | 7  | 8  | 8  | 6  |     | 14   |
| EB/Streymur   | 6  | 4  | 6  | 4  | 4  | 5  | 5  | 5  | 5  | 5  | 5  | 5  | 4  | 5  | 5  | 5  | 5  | 6  | 6  | 5  | 5  | 5  | 5  | 5  | 5  | 5  | 5  |     |      |
| HB Tórshavn   | 3  | 1  | 1  | 2  | 2  | 2  | 3  | 3  | 4  | 4  | 4  | 3  | 3  | 3  | 3  | 3  | 3  | 3  | 3  | 3  | 3  | 3  | 3  | 3  | 3  | 3  | 3  | 2   |      |
| KÍ Klaksvík   | 2  | 2  | 2  | 1  | 1  | 1  | 1  | 1  | 1  | 1  | 1  | 1  | 1  | 1  | 1  | 1  | 1  | 1  | 1  | 1  | 1  | 1  | 1  | 1  | 1  | 1  | 1  | 24  |      |
| NSÍ Runavík   | 4  | 6  | 7  | 8  | 9  | 6  | 7  | 7  | 7  | 8  | 7  | 6  | 7  | 7  | 8  | 6  | 6  | 5  | 5  | 7  | 8  | 7  | 8  | 9  | 9  | 9  | 9  |     | 5    |
| Skála ÍF      | 10 | 10 | 9  | 10 | 10 | 10 | 10 | 10 | 10 | 9  | 9  | 9  | 10 | 10 | 10 | 10 | 10 | 10 | 10 | 10 | 10 | 10 | 10 | 10 | 10 | 10 | 10 |     | 27   |
| Víkingur Gøta | 5  | 5  | 5  | 3  | 3  | 3  | 2  | 2  | 2  | 2  | 2  | 2  | 2  | 2  | 2  | 2  | 2  | 2  | 2  | 2  | 2  | 2  | 2  | 2  | 2  | 2  | 2  |     |      |

### Résultats par match
| Journée ╱ Équipe | 1 | 2 | 3 | 4 | 5 | 6 | 7 | 8 | 9 | 10 | 11 | 12 | 13 | 14 | 15 | 16 | 17 | 18 | 19 | 20 | 21 | 22 | 23 | 24 | 25 | 26 | 27 |
| ---------------- | - | - | - | - | - | - | - | - | - | -- | -- | -- | -- | -- | -- | -- | -- | -- | -- | -- | -- | -- | -- | -- | -- | -- | -- |
| 07 Vestur        | D | N | N | D | V | D | V | N | D | D  | D  | V  | D  | D  | V  | V  | D  | D  | D  | V  | N  | D  | N  | V  | N  | N  | N  |
| AB Argir         | D | N | D | V | D | D | D | D | V | V  | V  | D  | V  | D  | D  | N  | D  | D  | D  | D  | V  | D  | N  | V  | V  | N  | N  |
| B36 Tórshavn     | V | D | D | D | V | V | N | V | V | V  | D  | D  | D  | V  | D  | V  | N  | D  | V  | N  | V  | V  | V  | N  | N  | D  | D  |
| B68 Toftir       | D | N | V | N | D | D | D | D | D | D  | D  | D  | V  | V  | D  | D  | V  | V  | D  | D  | D  | N  | D  | V  | D  | V  | V  |
| EB/Streymur      | D | V | D | V | N | D | V | V | N | D  | V  | D  | D  | V  | D  | N  | V  | D  | V  | D  | V  | N  | N  | D  | V  | D  | D  |
| HB Tórshavn      | V | V | V | N | N | V | D | N | D | N  | V  | V  | V  | D  | V  | V  | V  | V  | V  | V  | D  | V  | V  | D  | D  | V  | V  |
| KÍ Klaksvík      | V | V | V | V | V | V | V | V | V | V  | N  | V  | V  | V  | V  | V  | V  | V  | V  | N  | V  | V  | V  | V  | V  | V  | V  |
| NSÍ Runavík      | V | D | D | D | D | V | D | V | D | D  | V  | V  | D  | D  | D  | D  | D  | N  | V  | D  | D  | N  | N  | D  | D  | D  | D  |
| Skála ÍF         | D | N | N | D | D | D | N | D | N | N  | D  | D  | D  | D  | V  | D  | D  | D  | D  | D  | D  | N  | D  | D  | D  | N  | D  |
| Víkingur Gøta    | V | D | V | V | V | V | V | D | V | V  | N  | V  | V  | V  | V  | D  | V  | V  | V  | V  | N  | D  | D  | N  | V  | N  | V  |

### Buts marqués par journée
Ce graphique représente le nombre de buts marqués lors de chaque journée.

### Classement des buteurs
| # | Buteur               | Club          | Buts |
| - | -------------------- | ------------- | ---- |
| 1 | Sølvi Vatnhamar      | Víkingur Gøta | 20   |
| 2 | Páll Klettskarð      | KÍ Klaksvík   | 18   |
| 3 | Jóannes Bjartalíð    | KÍ Klaksvík   | 17   |
| 4 | Stefan Radosavljevic | HB Tórshavn   | 13   |
| 5 | Mads Borchers        | 07 Vestur     | 12   |
| 6 | Árni Frederiksberg   | KÍ Klaksvík   | 11   |
| 6 | Uros Stojanov        | Skála ÍF      | 11   |
| 6 | Michal Przybylski    | B36 Tórshavn  | 11   |
| 9 | Paetur Petersen      | HB Tórshavn   | 10   |
| 9 | Martin Klein         | Víkingur Gøta | 10   |

Source : Classement officiel sur le site de la FSF

### Classement des passeurs
| #  | Passeur               | Club          | Passes |
| -- | --------------------- | ------------- | ------ |
| 1  | Árni Frederiksberg    | KÍ Klaksvík   | 17     |
| 2  | Bárður Hansen         | Víkingur Gøta | 15     |
| 3  | Andrass Johansen      | B36 Tórshavn  | 10     |
| 4  | Adrian Justinussen    | HB Tórshavn   | 9      |
| 4  | Sølvi Vatnhamar       | Víkingur Gøta | 9      |
| 6  | Jóannes Bjartalíð     | KÍ Klaksvík   | 7      |
| 7  | Magnus Egilsson       | B36 Tórshavn  | 6      |
| 7  | Marius Lindh          | AB Argir      | 6      |
| 7  | Boubacar Sidik Dabo   | B68 Toftir    | 6      |
| 10 | Andreas Olsen         | Víkingur Gøta | 5      |
| 10 | Jasper van Der Heyden | 07 Vestur     | 5      |
| 10 | Filip Djordjevic      | EB/Streymur   | 5      |
| 10 | Patrick Da Silva      | KÍ Klaksvík   | 5      |
| 10 | Mads Mikkelsen        | KÍ Klaksvík   | 5      |

## Affluence

### Affluences par journée
Ce graphique représente le nombre de spectateurs présents dans les stades lors de chaque journée.
- L'affluence de deux des cinq matchs de la 17e journée, 19e journée, 22e journée et 24e journée sont manquants.
- L'affluence d'un des cinq matchs de la 3e journée, 6e journée, 10e journée, 14e journée, 18e journée, 21e journée, 26e journée et 27e journée sont manquants.

Source : Résultats officiels

## Parcours européen des clubs féroïen

### Ligue des champions 2021-2022
| Tour préliminaire | Tour préliminaire | Tour préliminaire     |
| Club              | Score             | Club                  |
| ----------------- | ----------------- | --------------------- |
| HB Tórshavn       | 0 – 1             | Inter Club d'Escaldes |

### Ligue Europa Conférence 2021-2022

#### Premier tour de qualification
| Équipe   | Aller | Total | Retour   | Équipe      |
| -------- | ----- | ----- | -------- | ----------- |
| FK RFS   | 2 - 3 | 6 - 5 | 4 - 2 ap | KÍ Klaksvík |
| FC Honka | 0 - 0 | 3 - 1 | 3 - 1    | NSÍ Runavík |

#### Deuxième tour de qualification
| Équipe             | Aller              | Total              | Retour             | Équipe              |
| Voie des champions | Voie des champions | Voie des champions | Voie des champions | Voie des champions  |
| ------------------ | ------------------ | ------------------ | ------------------ | ------------------- |
| HB Tórshavn        | 4 - 0              | 6 - 0              | 2 - 0              | Budućnost Podgorica |

#### Troisième tour de qualification
| Équipe             | Aller              | Total              | Retour             | Équipe             |
| Voie des Champions | Voie des Champions | Voie des Champions | Voie des Champions | Voie des Champions |
| ------------------ | ------------------ | ------------------ | ------------------ | ------------------ |
| Maccabi Haïfa      | 7 - 2              | 7 - 3              | 0 - 1              | HB Tórshavn        |

## Statistiques des clubs et du championnat féroïen

### Coefficient UEFA des clubs
| Rang | Club          | 2016-2017 | 2017-2018 | 2018-2019 | 2019-2020 | 2020-2021 | 2021-2022 | Coefficient |
| ---- | ------------- | --------- | --------- | --------- | --------- | --------- | --------- | ----------- |
| 155  | KÍ Klaksvík   | -         | 0,250     | 1,000     | 1,500     | 2,500     | 1,000     | 6,250       |
| 192  | B36 Tórshavn  | 0,500     | 0,250     | 1,500     | 1,000     | 2,000     | -         | 5,250       |
| 248  | HB Tórshavn   | 0,250     | -         | -         | 1,500     | 0,500     | 2,000     | 4,250       |
| 333  | NSÍ Runavík   | 0,250     | 0,250     | 1,000     | 0,500     | 1,000     | 1,000     | 4,000       |
| 344  | Víkingur Gøta | 0,250     | 1,000     | 1,500     | -         | -         | -         | 2,750       |

### Classement du championnat
Le tableau ci-dessous récapitule le classement des îles Féroé au coefficient UEFA depuis 1993. Ce coefficient par nation est utilisé pour attribuer à chaque pays un nombre de places pour les compétitions européennes (Ligue des champions et Ligue Europa) ainsi que les tours auxquels les clubs doivent entrer dans la compétition.
| 1993 | 1994 | 1995 | 1996 | 1997 | 1998 | 1999 | 2000 | 2001 | 2002 | 2003 | 2004 | 2005 | 2006 | 2007 | 2008 | 2009 | 2010 | 2011 | 2012 | 2013 | 2014 | 2015 | 2016 | 2017 | 2018 | 2019 | 2020 | 2021 | 2022 |
| ---- | ---- | ---- | ---- | ---- | ---- | ---- | ---- | ---- | ---- | ---- | ---- | ---- | ---- | ---- | ---- | ---- | ---- | ---- | ---- | ---- | ---- | ---- | ---- | ---- | ---- | ---- | ---- | ---- | ---- |
| 36   | 40   | 42   | 42   | 46   | 45   | 44   | 44   | 48   | 46   | 48   | 49   | 49   | 50   | 48   | 48   | 48   | 48   | 50   | 51   | 51   | 51   | 49   | 49   | 51   | 51   | 50   | 53   | 47   | 44   |

Le tableau suivant affiche le coefficient actuel du championnat féroïen.
| Rang | Club       | 2016-2017 | 2017-2018 | 2018-2019 | 2019-2020 | 2020-2021 | 2021-2022 | Coefficient |
| ---- | ---------- | --------- | --------- | --------- | --------- | --------- | --------- | ----------- |
| 43   | Îles Féroé | 0,375     | 0,750     | 1,125     | 1,125     | 2,750     | 1,500     | 6,500       |

## Bilan de la saison
| Championnat des îles Féroé de football 2022    |                         |
| Champion                                       | KÍ Klaksvík (20e titre) |
| Coupes et trophées                             |                         |
| Vainqueur de la Coupe des îles Féroé 2022      | Víkingur Gøta           |
| Vainqueur de la Supercoupe des îles Féroé 2022 | KÍ Klaksvík             |
| Qualifications continentales                   |                         |
| Ligue des champions de l'UEFA 2023-2024        | KÍ Klaksvík             |
| Ligue Europa Conférence 2023-2024              | Víkingur Gøta           |
| Ligue Europa Conférence 2023-2024              | HB Tórshavn             |
| Ligue Europa Conférence 2023-2024              | B36 Tórshavn            |
| Promotions et relégations                      |                         |
| Promus en Betrideildin                         | ÍF Fuglafjørður         |
| Promus en Betrideildin                         | TB Tvøroyri             |
| Relégués en 1. deild                           | Skála ÍF                |
| Relégués en 1. deild                           | NSÍ Runavík             |